# Gandía Shore
Gandía Shore fue un programa de telerrealidad español que se transmitió por la cadena MTV, el cual seguía la vida cotidiana de ocho jóvenes que pasaban el verano viviendo juntos en la costa de Gandía. Se trataba la adaptación española del programa de telerrealidad estadounidense Jersey Shore.

## Historia
El éxito del formato en la versión estadounidense, Jersey Shore, y la gran aceptación de la versión británica, Geordie Shore, MTV España decidió realizar su propia versión del reality show junto a la productora Magnolia TV. "Estamos muy ilusionados con este proyecto. Jersey Shore y Geordie Shore son dos programas de éxito mundial que han funcionado muy bien en España, y desde el primer momento quisimos hacer la adaptación española", declaró Raffaele Annechino, director general de MTV España
Tras barajarse distintos lugares donde realizar el programa (Ibiza, Conil, Salou o Benidorm), el 19 de julio de 2012 se confirmó que la ciudad escogida para las grabaciones sería Gandía, donde se llevaron a cabo alguno de los cástines para seleccionar el elenco. MTV España buscaba "jóvenes explosivos, guapos y con cuerpazo que tengan ganas de fiesta, sean espontáneos, ligones y divertidos". El 31 de julio, MTV confirmó que el nombre escogido para el programa sería Gandía Shore.
Las grabaciones se llevaron a cabo durante el mes de agosto de 2012 que no se libraron de la polémica nada más empezar. Con más de seiscientas horas de grabación, Gandia Shore con un equipo de setenta y seis personas en tres turnos consecutivos para "reflejar veinticuatro horas diarias de pura realidad".
En septiembre de 2012, MTV fue presentando a sus ocho participantes, de dos en dos y en diferentes días consecutivos. Los primeros en darse a conocer fueron Arantxa y Esteban, a través de la página oficial del programa el 25 de septiembre. Después, en días consecutivos, se presentaron a Alberto "Clavelito" y a Ylenia, a Abraham y Cristina "Gata" y los últimos, José Labrador y Cristina "Core".
Finalmente, Gandía Shore se estrenó el domingo 14 de octubre cosechando un gran éxito, puesto que fue el mejor estreno de la historia del canal y el mejor debut de la TDT desde el apagón analógico del año 2010. Durante su franja de emisión, el reality fue el programa más visto entre los canales temáticos y la segunda opción para los espectadores en el total televisión, solo por detrás de la comedia Aída, además de triunfar también en las redes sociales. Asimismo, estas cifras duplican e incluso triplican a los estrenos de Jersey Shore en la cadena española.
Gandía Shore que impulsó a MTV anotando el mejor día de su historia (1,5% y 130.000), registró un 4,8% de cuota de audiencia con 948.000 espectadores. Además, anotó su particular minuto de oro a las 23.23 horas de la noche, cuando 1.214.560 seguidores veían las peripecias de los protagonistas. En las siguientes emisiones, a pesar de bajar el número de espectadores, se siguió manteniendo fuerte y como una de las grandes opciones para los espectadores españoles, además de revolucionar las redes sociales convirtiéndose el tema más comentado durante todas las emisiones.
La primera temporada acabó el 3 de febrero de 2013 con 14 episodios y 3 especiales "Temazos", "Diario Secreto" y "Al Desnudo". Debido a la gran acogida y a las altas cuotas de pantalla que cosechó el formato, se planteó una segunda temporada.
El director general de MTV España, Raffaele Annechino, confirmó el pasado 11 de noviembre de 2012 al diario en línea Qué.es que Gandía Shore tendría una segunda temporada, de la que se desconocían detalles, aunque podría haber tenido lugar en Punta Cana. Sin embargo, una fuente en línea anunció el 24 de abril de 2013 que la segunda edición de Gandía Shore tendría lugar de nuevo en Gandía y que se grabaría entre el 15 de julio y el 15 de agosto.
MTV lanzó una aplicación interactiva denominada MTV XTRA para iPhones y Androids con contenido extra del programa que se proporcionará durante las emisiones de los capítulos. Además, el 5 de diciembre salió a la venta un álbum recopilatorio con los éxitos que conforman la banda sonora de Gandia Shore entre los que se encuentran "Angelito Sin Alas", "Bara Bara, Bere Bere" y "Quítate el top", entre otros.
En julio de 2013 se anunció que la segunda temporada de Gandía Shore retrasaba su grabación debido a la salida de MTV España de la TDT, y ello pudo suponer también el fin del formato, ya que el canal dejaría de percibir ingresos publicitarios al regresar a las plataformas de televisión de pago. De esta manera, la productora llegó a plantearse negociar con otras cadenas para la producción del reality, aunque esto último es algo difícil puesto que el formato del programa es marca registrada de MTV Internacional.
El 15 de julio de 2013 se anunció el aplazamiento del programa y MTV España confiscó las cuentas de Twitter de los concursantes.
El 9 de septiembre de 2013 se estrenó el primer capítulo en línea de la primera temporada en MTV on demand (canal en línea de MTV Italia) y el 16 de septiembre de 2013 se empezó a emitir oficialmente la primera temporada en MTV Italia.

## Reparto
MTV dio la lista de los participantes con sus descripciones días antes de empezar las emisiones oficiales del programa, formado por José Labrador, Cristina "Core" Serrano, Abraham García, Cristina "Gata" Sánchez, Alberto "Clavelito" Clavel, Ylenia Padilla, Esteban Martínez y Arantxa Bustos.
| Nombre                     | Edad | Procedencia              | Descripción                                                     |
| -------------------------- | ---- | ------------------------ | --------------------------------------------------------------- |
| Arantxa Bustos             | 20   | Villarejo de Salvanés    | "¡Soy la reina de las tarimas, chavales!"                       |
| Cristina "Gata" Sánchez    | 21   | Valencia                 | "¡Miau, Miau, Miau!"                                            |
| Esteban Martinez           | 24   | La Eliana                | "Las feas pa' los feos, y las guapas pa' mí"                    |
| José Labrador              | 26   | Puerto de Sagunto        | “Yo a Gandía Shore no he venido con la intención de enamorarme" |
| Abraham García             | 22   | Campo Real               | “Aquí la peña está muy loca"                                    |
| Alberto "Clavelito" Clavel | 22   | San Antonio de Benagéber | "¡Vamos loco! ¡No pasa nada!"                                   |
| Cristina "Core" Serrano    | 21   | Vic                      | “Pin, pin, pin, no pares; pin, pin, pin, no pares"              |
| Ylenia Padilla             | 24   | Benidorm                 | “¡Vámonos a Gandía Shore!”                                      |

### Duración del reparto
| Nombre    | Episodios | Episodios | Episodios | Episodios | Episodios | Episodios | Episodios | Episodios | Episodios | Episodios | Episodios | Episodios | Episodios | Episodios |
| Nombre    | 1         | 2         | 3         | 4         | 5         | 6         | 7         | 8         | 9         | 10        | 11        | 12        | 13        | 14        |
| Abraham   |           |           |           |           |           |           |           |           |           |           |           |           |           |           |
| Arantxa   |           |           |           |           |           |           |           |           |           |           |           |           |           |           |
| Clavelito |           |           |           |           |           |           |           |           |           |           |           |           |           |           |
| Core      |           |           |           |           |           |           |           |           |           |           |           |           |           |           |
| Esteban   |           |           |           |           |           |           |           |           |           |           |           |           |           |           |
| Gata      |           |           |           |           |           |           |           |           |           |           |           |           |           |           |
| Labrador  |           |           |           |           |           |           |           |           |           |           |           |           |           |           |
| Ylenia    |           |           |           |           |           |           |           |           |           |           |           |           |           |           |
| --------- | --------- | --------- | --------- | --------- | --------- | --------- | --------- | --------- | --------- | --------- | --------- | --------- | --------- | --------- |

### Otras Apariciones
Además de participar en Gandía Shore, los miembros del reparto han participado en otros programas de competencia :
- Campamento de verano (programa de televisión)
  - Esteban Martinez - Temporada 1 (2013) - 10.º expulsado
- Supervivientes (España)
  - Abraham Garcia - Temporada 13 (2014) - Ganador
  - José Labrador - Temporada 14 (2015) - 2.º expulsado
  - Arantxa Bustos - Temporada 14 (2015) - 1.ª expulsada
- Gran Hermano VIP (España)
  - Ylenia Padilla - Temporada 3 (2015) - 7.ª expulsada
- Doble Tentación
  - Abraham García - Temporada 1 (2017) - 2.º finalista
- Gran Hermano Dúo
  - Ylenia Padilla - Temporada 1 (2019) - 8.ª expulsada
- La casa fuerte
  - José Labrador - Temporada 1 (2020) - 2.º expulsado
- Supervivientes All Stars
  - Abraham Garcia - Temporada 1 (2024) - 3.er expulsado

## Episodios

### Temporada 1: 2012-2013
| Episodio | Fecha de emisión        | Espectadores | Share | Ref.   |
| -------- | ----------------------- | ------------ | ----- | ------ |
| 1        | 14 de octubre de 2012   | 956 000      | 4,8%  | [ 9 ]  |
| 2        | 14 de octubre de 2012   | 956 000      | 4,8%  | [ 9 ]  |
| 3        | 21 de octubre de 2012   | 815 000      | 3,8%  | [ 17 ] |
| 4        | 28 de octubre de 2012   | 754 000      | 3,6%  | [ 18 ] |
| 5        | 4 de noviembre de 2012  | 873 000      | 4,0%  | [ 19 ] |
| 6        | 18 de noviembre de 2012 | 644 000      | 2,9%  | [ 20 ] |
| 7        | 25 de noviembre de 2012 | 732 000      | 3,3%  | [ 21 ] |
| 8        | 2 de diciembre de 2012  | 665 000      | 2,9%  | [ 22 ] |
| 9        | 9 de diciembre de 2012  | 750 000      | 3,5%  | [ 23 ] |
| 10       | 16 de diciembre de 2012 | 709 000      | 3,4%  | [ 24 ] |
| 11       | 23 de diciembre de 2012 | 653 000      | 3,4%  | [ 25 ] |
| 12       | 6 de enero de 2013      | 627 000      | 3,2%  | [ 26 ] |
| 13       | 13 de enero de 2013     | 733 000      | 3,4%  | [ 27 ] |
| 14       | 20 de enero de 2013     | 889 000      | 4,2%  | [ 28 ] |

- El 11 de noviembre de 2012 MTV no emitió el sexto capítulo debido a la gala de los Premios Europeos de la Música donde acudieron los chicos de Gandía Shore y desfilaron por la alfombra roja.
- El pasado 30 de diciembre MTV no emitió el duodécimo episodio del reality debido al parón navideño de las televisiones. En su lugar emitieron un especial "Temazos" donde los protagonistas de Gandia Shore hablaban sobre sus videoclips favoritos.

### Audiencia media
| Edición      | Fecha     | Cadena     | Espectadores | Share |
| ------------ | --------- | ---------- | ------------ | ----- |
| Gandia Shore | 2012-2013 | MTV España | 754.000      | 3,6%  |

## Transmisiones internacionales
| País           | Canal        | Fecha de estreno     | Ref.   |
| -------------- | ------------ | -------------------- | ------ |
| Alemania       | MTV Germany  | 3 de febrero de 2014 | [ 30 ] |
| Italia         | MTV Italy    | 2013                 |        |
| Hispanoamérica | MTV LA       | 17 de marzo de 2014  |        |
| Portugal       | MTV Portugal | 22 de julio de 2014  | [ 31 ] |
| Francia        | MTV Francia  |                      |        |

## Controversias y críticas

### Agresión de una participante a una joven gandiense
Una de las concursantes, Cristina "Core", agredió a una joven vecina de Gandía, quien la denunció, según informó el diario Las Provincias.
La víctima, de 19 años, sufrió magulladuras y moratones en la cara, el cuello y el brazo: según su declaración, la agresión se produjo porque ella y sus amigas coincidieron con los participantes del programa y comentaron "cuánto dinero habrían recibido los integrantes del show de MTV”.
Durante la rueda de prensa de presentación del reality, la concursante se vio obligada a disculparse ante la multitud de medios allí presentes: "Pido disculpas ante todo, pero fue un incidente sin importancia". Tras emitirse durante el segundo episodio, se pudo ver la secuencia con la imagen del grupo de chicas pixelada y las voces distorsionadas.

### Multa a un concursante por orinar en la calle
Otra de las polémicas que ha envuelto al programa de MTV ha sido también tras la emisión de los dos primeros episodios. El alcalde de Gandía, Arturo Torró, ordenó a la Policía Local iniciar el expediente sancionador contra el concursante de Gandía Shore que orinó en la vía pública y que se pudo ver a través del canal MTV, informó el Ayuntamiento en un comunicado.
Alberto Clavel no pudo resistir las ganas tras la primera noche de fiesta con los chicos y chicas del programa, unas imágenes con la prueba irrefutable ya que fueron grabadas por las cámaras del reality. En la instrucción de alcaldía se ordena la apertura del expediente, la averiguación de los datos del concursante, la petición de las imágenes a la MTV y, en consecuencia, que se le aplique el artículo 38 de la Ordenanza de Convivencia Cívica, lo que llevaría aparejado una sanción de 750 euros.
Según informa el participante del reality show "Clavelito" en una entrevista, finalmente no fue multado ni le llegó ningún tipo de comunicado sancionador.

### El TAC llama al boicot publicitario de las marcas
Por todos estos motivos y muchos otros, la TAC (Asociación de Consumidores de Medios Audiovisuales de Cataluña) pidió un boicot publicitario al programa por dar "una imagen frívola y superficial de los jóvenes". A pesar de que el programa se emite fuera del horario protegido, "el formato va dirigido al público adolescente, quien ve un estereotipo irreal y profundamente negativo de ellos mismos", informa la asociación en un comunicado.
Según la asociación, el programa promueve "hábitos poco saludables, el culto al cuerpo y el sexo sin una finalidad educativa". Por otro lado, los participantes hacen "comentarios machistas que denigran la imagen de la mujer" y "se fomenta la incultura con un uso pobre del lenguaje y la realización de actividades que requieren poco esfuerzo intelectual".

### Posible sanción por incumplir la ley antitabaco
Desde el tercer episodio, cuando un concursante está con un cigarrillo en la mano, la cadena lo difumina y también se editan las imágenes en las que aparecen fumando. Según asegura la cadena a El Mundo: "Hemos hecho una interpretación más estricta de la ley, y a partir de ahora este tipo de programas no llevarán imágenes de gente fumando o se difuminaran estas imágenes".
La ley antitabaco, del 30 de diciembre de 2010, prohíbe emitir programas en los que los presentadores o invitados salgan con un cigarrillo. El apartado 3 del artículo 9 dice textualmente: "Se prohíbe en todos los medios de comunicación, incluidos los servicios de la sociedad de la información, la emisión de programas o de imágenes en los que los presentadores, colaboradores o invitados aparezcan fumando o mencionen o muestren, directa o indirectamente, marcas, nombres comerciales, logotipos u otros signos identificativos o asociados a productos del tabaco".
La interpretación de la ley es ambigua y no queda del todo claro si el programa podría encuadrarse en esta categoría. En cualquier caso, y ante una posible sanción, la cadena ha preferido la censura preventiva.

### Las Cortes valencianas hablan de la imagen que da de Gandía
El grupo Compromís ha criticado que la existencia de Gandía Shore "va en contra de la marca de nuestro territorio" y de Gandía como destino turístico, y ha señalado que el alcalde, Arturo Torró (PPCV), "quiere convertir en un botellódromo de Madrid" a la localidad. A este respecto ha señalado la necesidad de combinar el sol y playa con la cultura y no con la fiesta y el descontrol, en referencia a las secuencias vistas en el programa en el que se ha podido ver a los ocho participantes en estado de embriaguez y teniendo peleas u orinando en la calle.
Sin embargo, la consejera valenciana de Turismo, Cultura y Deporte, Lola Johnson, ha defendido que el programa de MTV "no afecta en nada" al cumplimiento de las líneas estratégicas para el posicionamiento de la marca turística de la Comunidad Valenciana.